# Макдоннелл, Рэндал Уильям, 6-й граф Антрим
Рэндал Уильям Макдоннелл, 1-й маркиз Антрим (англ. Randal William MacDonnell, 1st Marquess of Antrim; 4 ноября 1749 — 29 июля 1791) — ирландский аристократ и пэр.

## Биография
Он родился 4 ноября 1749 года. Единственный сын и наследник Александра Макдоннелла, 5-го графа Антрима (1713—1775), от его второй жены Анны, дочери Чарльза Патрика Планкетта.
В качестве виконта Данлюса он заседал в ирландской палате общин от графства Антрим с 1768 по 1775 год и занимал пост верховного шерифа Антрима в 1771 году. В это время сэр Джон Блакьер писал о нем как о «праздном, неустойчивом молодом человеке, на которого нельзя положиться». Он сменил своего отца на посту 6-го графа Антрима 13 октября 1775 года и занял свое место в Палате лордов Ирландии 13 марта 1776 года.
5 мая 1779 года он был удостоен звания кавалера Ордена Бани. 5 февраля 1783 года, после учреждения ордена, он был назначен кавалером Ордена Святого Патрика, но так и не был назначен, поскольку не желал отказываться от Ордена Бани. Он отказался от предназначенного для него киоска" как рыцарь Святого Патрика 8 марта 1783 года.
Не имея потомства мужского пола, 19 июня 1785 года он был назначен виконтом Данлюсом и графом Антримом в системе Пэрства Ирландии с правом наследования для его дочерей в порядке старшинства, и их наследников мужского пола соответственно. Он был назначен членом Тайного совета Ирландии в 1786 году, а 18 августа 1789 года ему было присвоено звание маркиза Антрима в системе Пэрства Ирландии.
Антрим женился 3 июля 1774 года на Летиции, вдове достопочтенного Артура Тревора (ум. 19 июня 1770), старшей дочери Харви Морреса, 1-го виконта Маунтморреса (1707—1766), от его первой жены Летиции (ок. 1720—1754), дочери Брабазона Понсонби, 1-го графа Бессборо.
Он умер 29 июля 1791 года в Антрим-хаусе на Меррион-сквер в Дублине и был похоронен в Бонамарги. После его смерти маркизат Антрим и те звания пэров, которые он унаследовал (а именно графство Антрим, созданное в 1620 году, и виконтство Данлюс, созданное в 1618 году), угасли, но креация 1785 года перешла к его дочерям. Его завещание, датированное 14 августа 1790 года, было подтверждено в Дублине 15 августа 1791 года.
Его вдова умерла от рака на Гросвенор-сквер 7 декабря 1801 года и была похоронена в церкви Святого Джеймса в Вестминстере 14 декабря. Ее завещание (с девятью дополнениями) было подтверждено 21 января 1802 года.

## Дочери
- Леди Энн Кэтрин Макдоннелл, 2-я графиня Антрим (11 февраля 1778 — 30 июня 1834), 1-й муж с 1799 года сэр Генри Вейн-Темпест, 2-й баронет из Виньярда (1779—1813), 2-й муж с 1817 года Эдмунда Фелпса, взявшего фамилию Макдоннелл (1780—1852).
- Леди Летиция Мэри Макдоннелл (род. 11 февраля 1778), сестра-близнец Энн Кэтрин
- Леди Шарлотта Макдоннелл, 3-я графиня Антрим (12 августа 1779 — 26 октября 1835), муж с 1799 года вице-адмирал лорд Марк Роберт Керр (1776—1840), третий сын Уильяма Джона Керра, 5-го маркиза Лотиана.